# Bacino di Los Angeles
Il bacino di Los Angeles è un bacino strutturale localizzato nella California meridionale, negli Stati Uniti d'America, in una regione montuosa nota come Peninsular Ranges. Il bacino è anche collegato a un gruppo anomalo di bacini orientati in senso est-ovest noto come California Transverse Ranges.
L'attuale bacino è un'area di depressione costiera il cui fondale è segnato da basse creste allungate e gruppi di colline situati sul margine della placca pacifica. All'interno della vasta area della California meridionale, oltre al bacino di Los Angeles si trovano anche il canale di Santa Barbara, il bacino Ventura, la valle di San Fernando e il bacino San Gabriel.
A nord, nordest e est il bacino idrografico della depressione è chiuso dalle Santa Monica Mountains e dalle colline Puente, Elysian e Repetto. A sudest il bacino è contornato dai monti Santa Ana e dalle San Joaquin Hills. Il margine occidentale del bacino è delimitato dalla Continental Borderland e fa parte della porzione di terraferma. La zona di confine della California è caratterizzata da creste e bacini fuori costa con andamento nordovest.
Il bacino di Los Angeles è importante per il suo grande rilievo strutturale e la complessità in relazione alla sua età geologicamente giovane, oltre che per l'importante produzione petrolifera.
Sono stati identificati cinque stadi principali dell'evoluzione del bacino a partire dal Cretacico superiore per finire nel Pleistocene. Il bacino è del tipo distensivo irregolare, accompagnato da una rotazione tettonica nella fase immediatamente successiva al primo Miocene.